# Écury-sur-Coole
Écury-sur-Coole ist eine französische Gemeinde mit 491 Einwohnern (Stand: 1. Januar 2022) im Département Marne in der Region Grand Est (vor 2016 Champagne-Ardenne). Sie gehört zum Arrondissement Châlons-en-Champagne und zum Kanton Châlons-en-Champagne-3. Die Einwohner werden Ecuriots genannt.

## Geographie
Écury-sur-Coole liegt etwa sechs Kilometer südsüdwestlich von Châlons-en-Champagne an der Coole, einem Nebenfluss der Marne. Nachbargemeinden sind Coolus im Norden und Nordwesten, Sarry im Nordosten, Sogny-aux-Moulins im Osten, Mairy-sur-Marne im Osten und Südosten, Saint-Quentin-sur-Coole und Breuvery-sur-Coole im Süden und Südosten, Nuisement-sur-Coole im Südwesten sowie Cheniers im Westen.
Im Gemeindegebiet liegt der Flugplatz Écury-sur-Coole.

## Bevölkerungsentwicklung
| Jahr                       | 1962 | 1968 | 1975 | 1982 | 1990 | 1999 | 2006 | 2011 | 2018 |
| -------------------------- | ---- | ---- | ---- | ---- | ---- | ---- | ---- | ---- | ---- |
| Einwohner                  | 272  | 312  | 370  | 403  | 399  | 391  | 461  | 461  | 494  |
| Quellen: Cassini und INSEE |      |      |      |      |      |      |      |      |      |

## Sehenswürdigkeiten
- Kirche Saint-Alpin, um 1170 erbaut

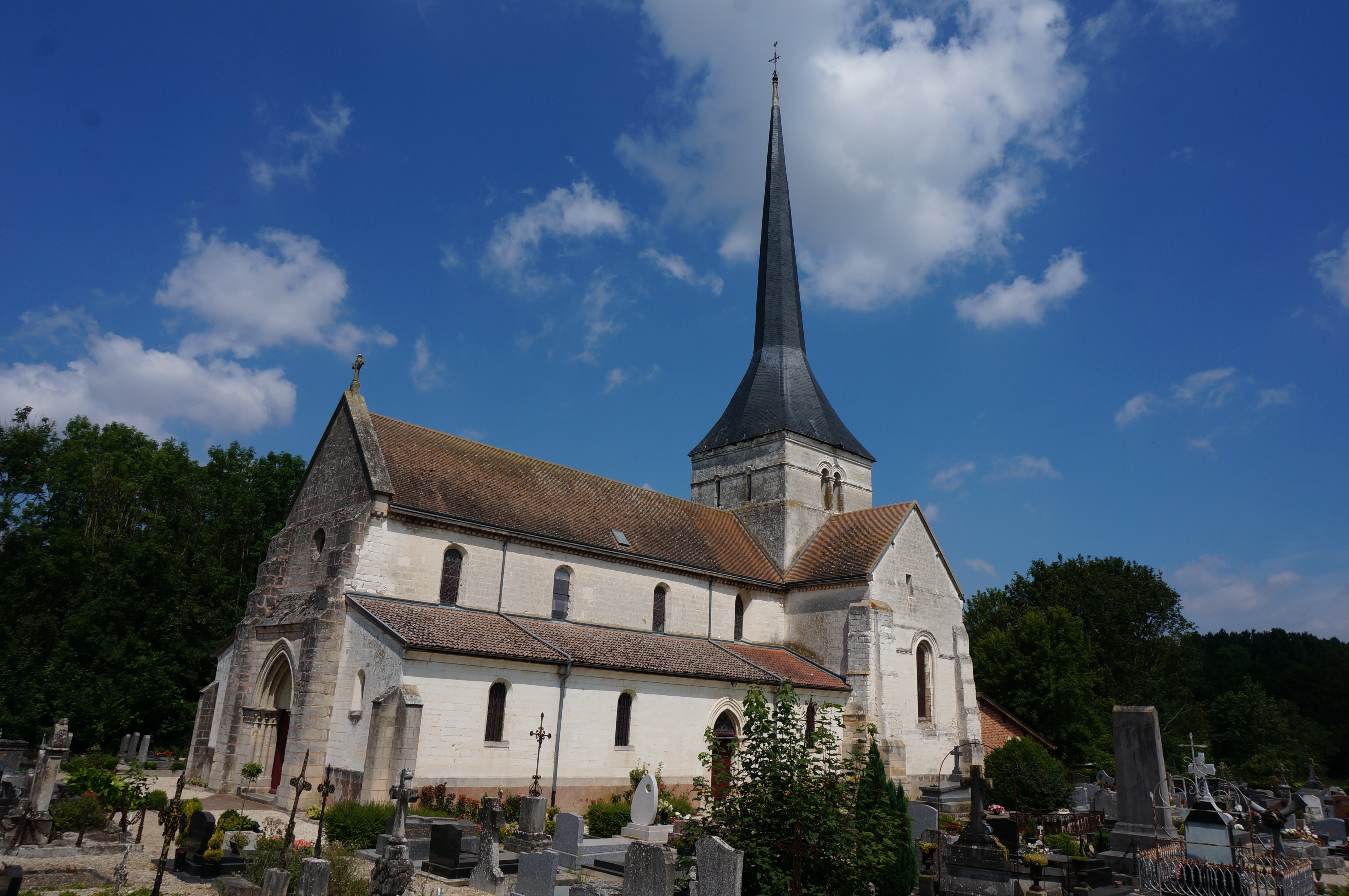
Kirche Saint-Alpin